# Paka pri Velenju
Paka pri Velenju (pronuncia  [ˈpaːka pɾi ʋɛˈlɛːnju]) è un insediamento (naselje) di 398 abitanti, della municipalità di Velenje nella regione statistica della Savinjska in Slovenia.
L'area faceva tradizionalmente parte della regione storica della Stiria, ora invece è inglobata nella regione della Savinjska.

## Origini del nome
Il nome del paese è cambiato da Paka a Paka pri Velenju nel 1955.